# Mellicta martai
Mellicta martai är en fjärilsart som beskrevs av Sabariego. Mellicta martai ingår i släktet Mellicta och familjen praktfjärilar. Inga underarter finns listade i Catalogue of Life.